# Puracé
Puracé je aktivní stratovulkán v Kolumbii, asi 160 km jižně od města Cali. Sopka je součástí vulkanického masivu Pan de Azúcar, nachází se na jeho severozápadním okraji. Mezi těmito centry se nachází skupina sedmi struskových kuželů a kráterů Los Coconucos. Masiv je tvořen převážně andezity a leží na starším dacitovém štítovém vulkánu. Během 19. a 20. století bylo zaznamenáno několik explozivních erupcí, které změnily morfologii vrcholového kráteru.

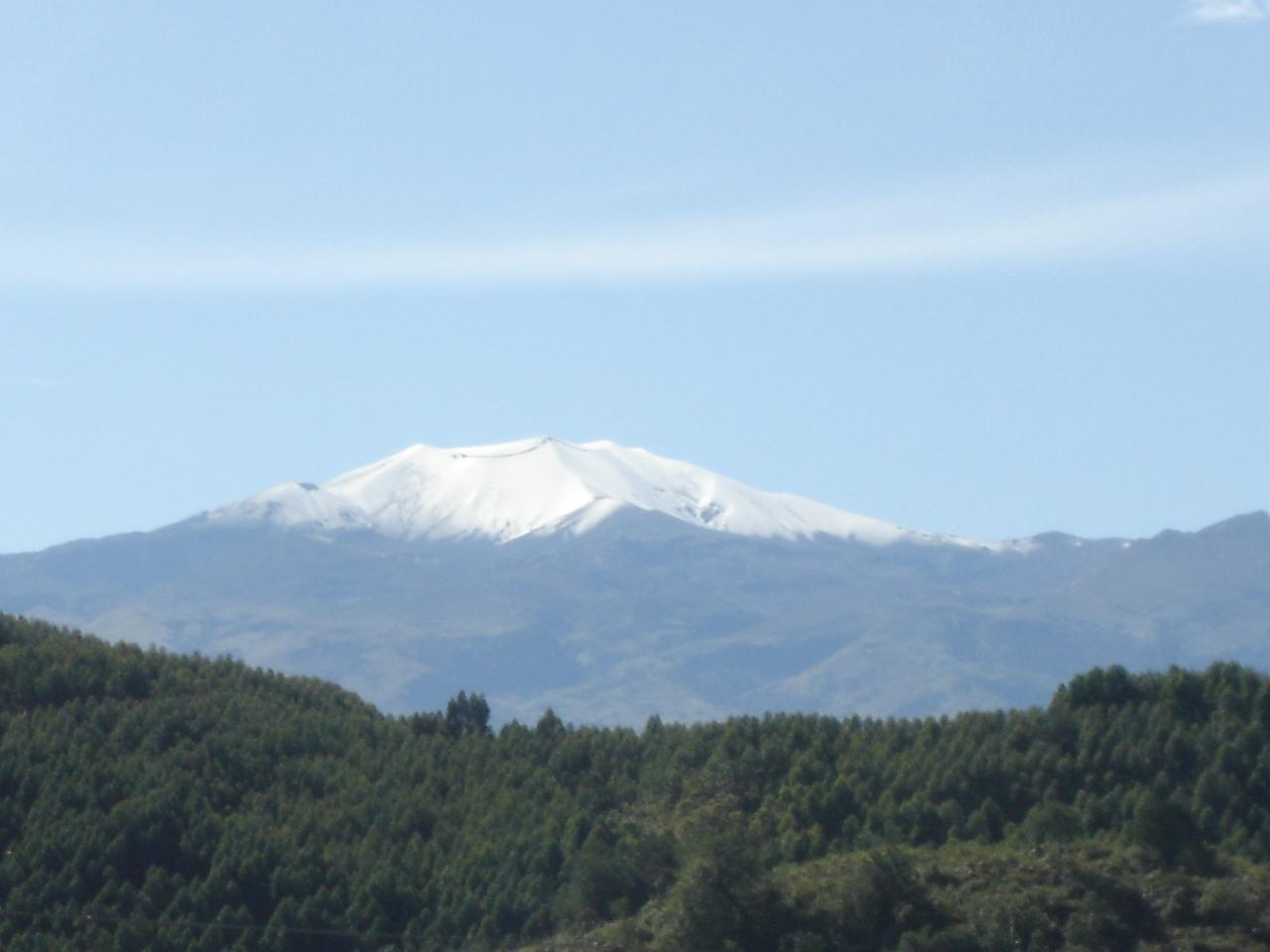
Pohled na vulkán Puracé od města Popayánu